# Árven
Az Árven nevet J. R. R. Tolkien alkotta A Gyűrűk Ura egyik szereplője számára. A Tolkien által kitalált sindarin nyelven a név jelentése nemes hölgy. Keresztnévként azután engedélyeztették Magyarországon, hogy a regényekből készített filmek népszerűvé tették; az eredeti Arwen írásmód szerint a magyar kiejtésnek megfelelő Árven formában.

## Névnapok
- Augusztus 23.

## Híres Árvenek
- A Gyűrűk Ura egyik szereplője Arwen, a tünde hercegnő.